# Robert Hering

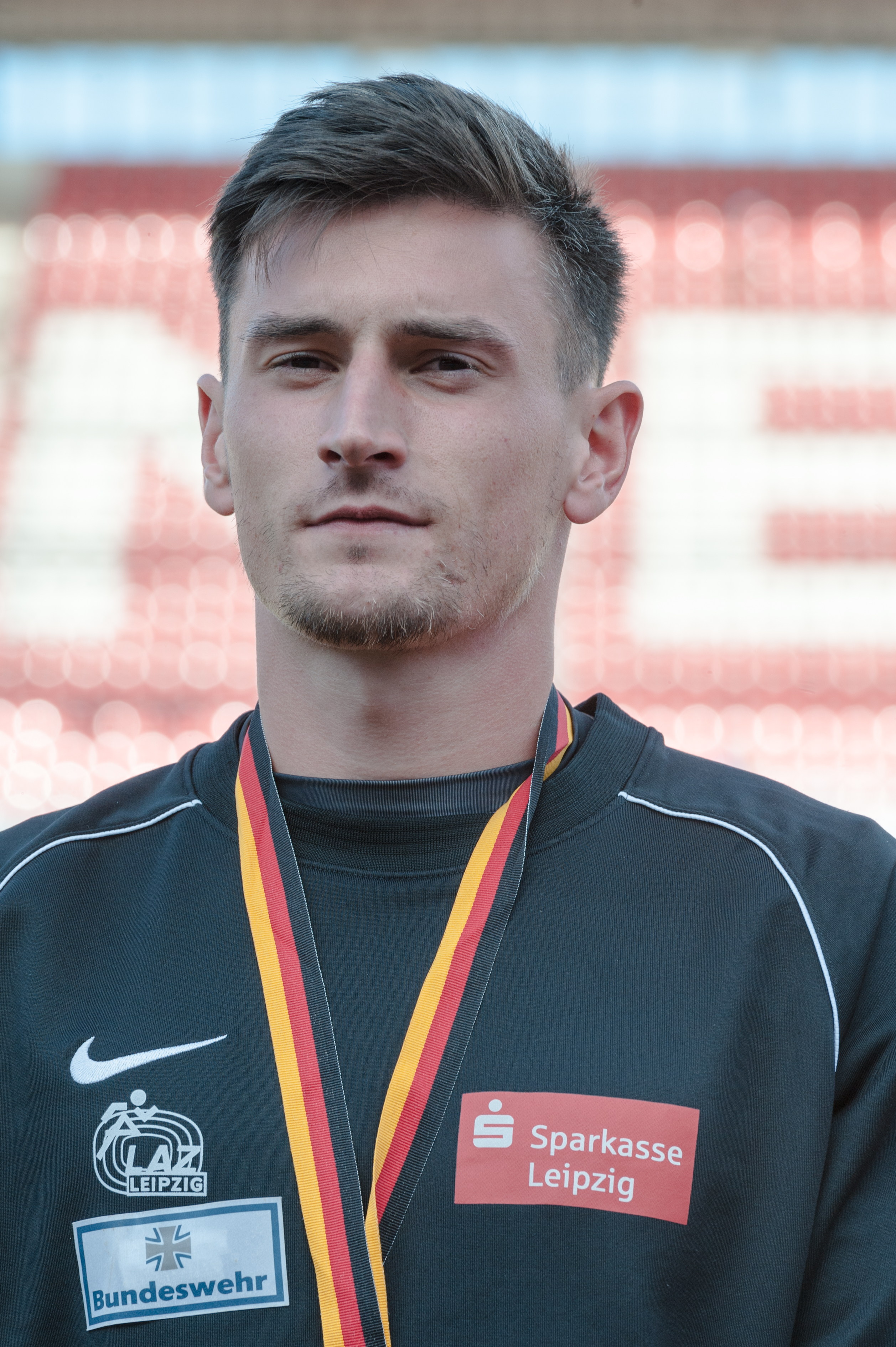
Robert Hering 2015

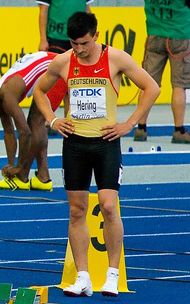
Robert Hering bei den Weltmeisterschaften 2009

Robert Hering (* 14. Juni 1990 in Gera, Bezirk Gera, DDR) ist ein ehemaliger deutscher Leichtathlet, der sich auf den 200-Meter-Lauf spezialisiert hatte.

## Berufsweg
Hering ist Sportsoldat einer Bundeswehr-Sportfördergruppe.

## Sportliche Karriere
Bereits im Juniorenbereich erzielte er erste Erfolge auf internationaler Ebene. Mit der deutschen 4-mal-100-Meter-Staffel wurde er zweimal Junioreneuropameister (2007 und 2009). Im 200-Meter-Lauf gewann er die Bronzemedaille bei den Juniorenweltmeisterschaften 2008 in Bydgoszcz und die Silbermedaille bei den Junioreneuropameisterschaften 2009.
In der Saison 2009 etablierte er sich im Erwachsenenbereich. Im Juli gewann er den Deutschen Meistertitel über 200 Meter in neuer persönlicher Bestzeit von 20,41 s und qualifizierte sich damit für die Weltmeisterschaften 2009 in Berlin, wo er das Halbfinale erreichte. 2010 belegte er bei den Deutschen Meisterschaften den dritten Platz.
2017 wurde Hering im nordfranzösischen Lille Team-Europameister, mit der 4-mal-100-Meter-Staffel belegte er den 2. Platz. In Erfurt kam er bei den Deutschen Meisterschaften im 100-Meter-Lauf auf den 5. Platz.
Ende August 2021 gab Hering sein leistungssportliches Karriereende bekannt.
Robert Hering hatte bei einer Körpergröße von 1,80 m ein Wettkampfgewicht von 78 kg.

## Vereinszugehörigkeiten
Hering startete seit 2002 für den TuS Jena, später für den LC Jena und das LAZ Leipzig. Zurzeit (2017) gehört er zum TV Wattenscheid 01.

## Bestleistungen
- 100 m: 10,27 s, 25. Juni 2015, Nürnberg
- 200 m: 20,41 s, 5. Juli 2009, Ulm

## Erfolge
national
- Deutscher U18-Meister 2006, 2007 (100 und 200 m)
- Deutscher U20-Meister 2008 (100 und 200 m)
- Deutscher Meister 2009 (200 m)
- Deutscher U20-Hallenmeister 2009 (60 und 200 m)
- DM-Dritter 2015 (100 und 200 m)
- DM-Zweiter 2016 (100 und 200 m)
- Zweiter der Hallen-DM 2016, Dritter 2011 (200 m), Dritter 2016 (60 m)

international
- U20-Europameister 2007, 2009 (Staffel)
- Dritter U20-WM 2008 (200 m)
- Zweiter U20-EM 2009 (200 m)
- Olympiateilnehmer 2016 (Staffel)